# Església de la Mare de Déu dels Àngels de Toixa
L'Església de la Mare de Déu dels Àngels del municipi valencià de Toixa (Serrans) és un temple catòlic del segle xvii d'arquitectura barroca valenciana amb influències castellanes. L'arquitecte de l'edifici fou Juan Pérez Castiel.
L'edifici ha estat declarat Monument Històric Artístic Nacional l'any 1983.

## Descripció

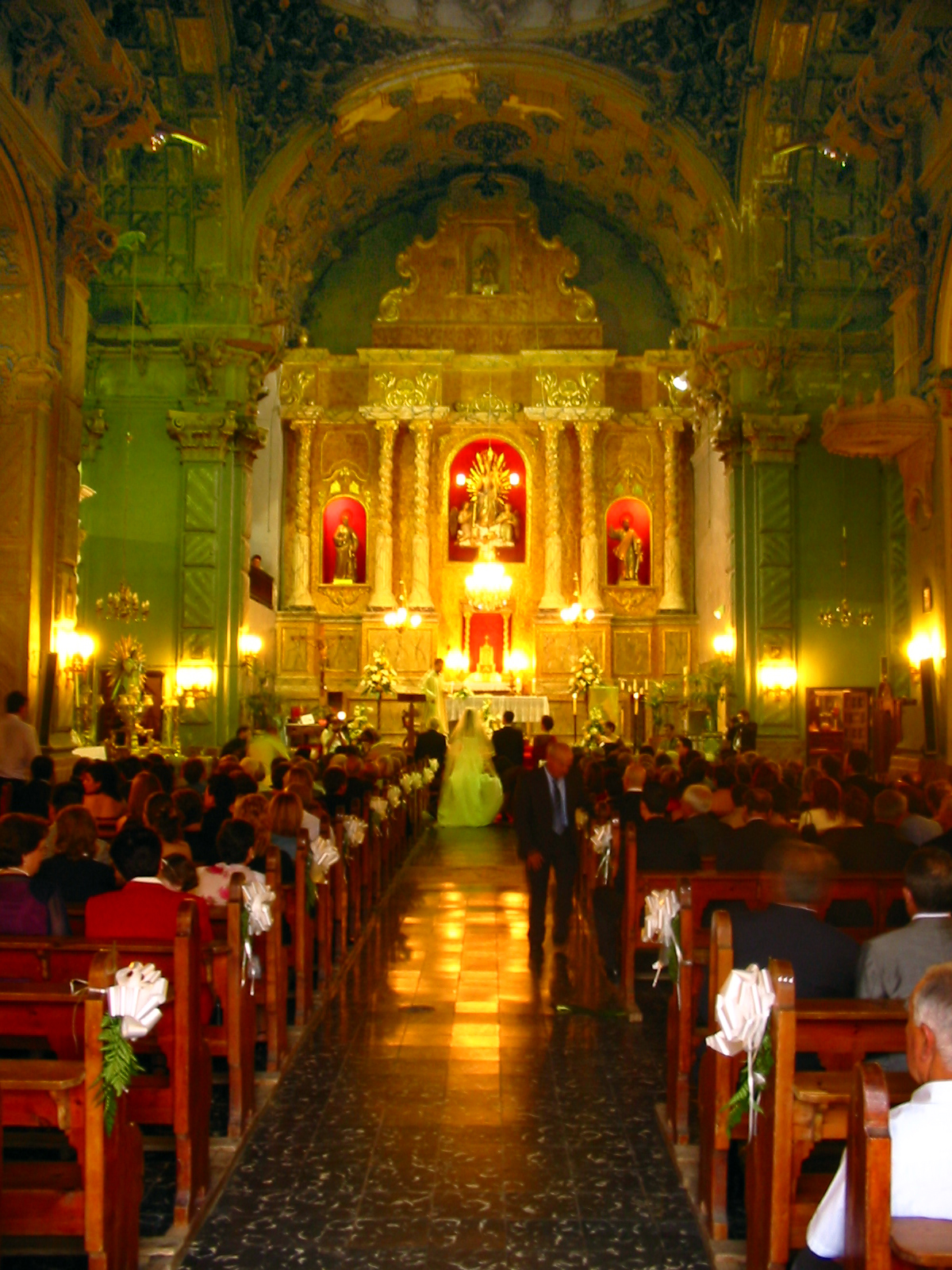
Interior de l'església

La planta del temple és de creu llatina, amb capelles laterals intercomunicades al llarg dels tres trams de la nau principal, té les sagristies al costat del presbiteri i torre campanar als peus. Sobre la sagristia vella, al costat de l'evangeli, es troba el cor, lloc on se situava l'òrgan, desaparegut en la guerra civil de 1936. Es cobreix amb volta de canó paredada amb llunetes en la nau principal, i cúpula sobre petxines i tambor en el creuer.
La façana és un parament pla rematat per la cornisa i espadanya. La portada, accessible pujant per una escalinata de pedra, és de pedra calcària i es compon d'unes pilastres laterals que suporten un entablament sobre el qual se situen pinacles piramidals amb boles i un edicle amb frontó corb amb venera en el seu interior. A la dreta està l'esvelta torre, d'estil neoclàssic, que consta de tres cossos.
En l'església també van treballar l'escultor Doménec Cuevas que va realitzar el retaule, avui desaparegut, i Josep Mínguez a qui s'atribuïx el campanar. L'església posseïx una abundantíssima decoració aplicada en guix de potent volumetria els temes decoratius de la qual són característics de Pérez Castiel.
L'església de Toixa és un dels més clars exponents de la renovació no solament formal, sinó de tècniques constructives, que es produïx en l'arquitectura valenciana a partir de l'últim terç del segle xvii, època en la qual s'adopta amb caràcter generalitzat la volta paredada per a la coberta de naus, abandonant les voltes de canó i fàbriques de tapial.